# John Grey (mort en 1461)
Pour les articles homonymes, voir John Grey et Grey.
John Grey (v. 1432 – 17 février 1461) était un chevalier anglais et le premier époux d'Élisabeth Woodville.

## Biographie
Grey est le fils et héritier d'Elizabeth Ferrers, baronne Ferrers de Groby (1419 – 1483) et de Sir Edward Grey (v. 1415 – 1457), un des fils de Reginald Grey (3e baron Grey de Ruthyn). 
Vers 1452, Grey épouse Élisabeth Woodville, fille de Richard Woodville (1er comte Rivers) et de Jacquette de Luxembourg (précédemment l'épouse de Jean de Lancastre, duc de Bedford). Ils ont deux fils :
- Thomas (1455-1501), marquis de Dorset
- Richard (1457-1483), exécuté sur ordre de Richard III

Grey s'engage dans la Guerre des Deux-Roses du côté de la Maison de Lancastre et est tué à St Albans le 17 février 1461.
Grey meurt bien avant sa mère. C'est son fils aîné Thomas qui héritera du titre de baron Ferrers de Groby en 1483.
Ironiquement, son épouse Élisabeth Woodville se remariera en 1464 avec le roi Édouard IV de la Maison d'York. Elle lui donnera 10 enfants dont le futur Édouard V ainsi qu'Élisabeth d'York, épouse du roi Henri VII.